# Muldoanich

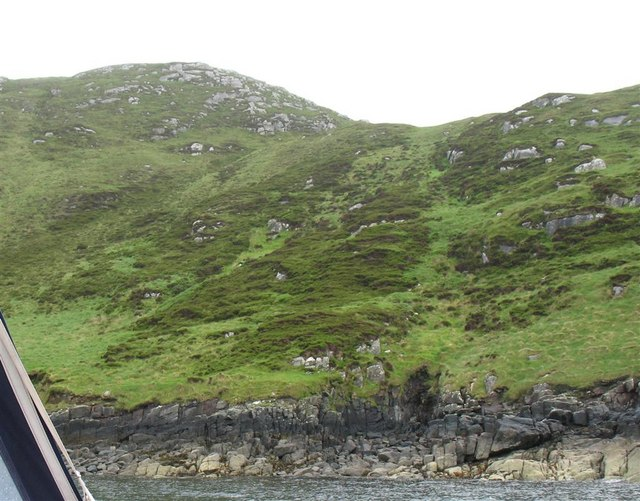
Muldoanich

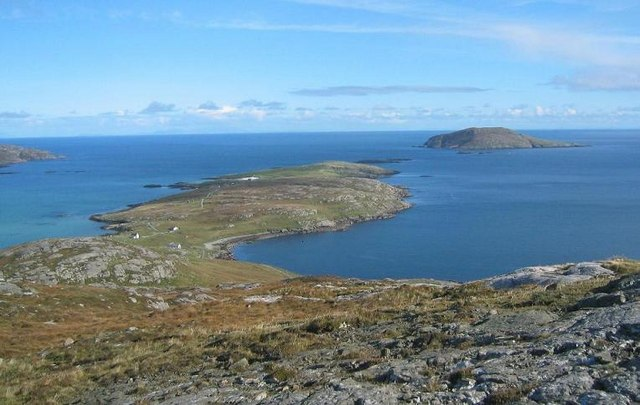
Vista des de Vatersay.

Muldoanich és una de les deu illes que componen les illes de Barra, a l'arxipèlag de les Hèbrides Exteriors, a Escòcia. L'illa es troba a 4 km al sud-oest de Castlebay, el principal port de l'illa de Barra. Ocupa una superfície de 78 hectàrees i el seu punt més alt Cruachan na h-àin es troba a 153 msnm. El nom de Muldoanich és un anglicisme del seu nom en gaèlic escocès, Maol Domhnaich.
Muldoanich es troba actualment deshabitada.